# АНТ-35
АНТ-35 (ПС-35) — скоростной пассажирский самолёт, разработанный в ОКБ Туполева в середине 1930-х годов. При проектировании использовались новейшие достижения авиационной науки. Оснащался самым передовым для того времени навигационным и связным оборудованием. Был одним из самых скоростных самолётов в мире в своём классе. Эксплуатировался до 1944 года. Всего было произведено 11 экземпляров самолёта.

## История создания
В КБ Туполева шла внеплановая разработка двухмоторного пассажирского самолёта, рассчитанного на 10 пассажиров. В мае 1934 года авиационным научным инженерно-техническим обществом «Авиавнито» и газетой «За рулём» был объявлен конкурс на скоростной транспортный самолёт. Согласно техническим требованиям, предусматривалось создание самолёта со скоростью полёта 400—450 км/ч, дальностью 1250—1500 км, потолком 7500 м, способного перевозить 5-12 пассажиров с багажом. В конкурсе участвовали десятки проектов, но ни один из них не был реализован.
А. Н. Туполев по собственной инициативе решил спроектировать пассажирский самолёт на базе скоростного бомбардировщика АНТ-40. Разработка началась 1 августа 1935 года и велась в бригаде А. А. Архангельского, создателя прототипа. АНТ-35 был выполнен по схеме двухдвигательного цельнометаллического низкоплана с убирающимся шасси. От предшественника самолёт унаследовал крыло, оперение, шасси и ряд других агрегатов.
Для достижения максимальной скорости было уменьшено до минимума поперечное сечение фюзеляжа, улучшено сопряжение агрегатов планера и качество отделки. В качестве двигателей предполагалось использовать французские двигатели Гном-Рон 14Krsd «Мистраль Мажор» с редукторами (в советской постройке М-85 мощностью 860 л. с.). В салоне размещались 10 мягких кресел с откидными спинками, салон имел тепло- и звукоизоляцию, общую и индивидуальную вентиляцию, электроосвещение и систему отопления. АНТ-35 оснащался новейшим пилотажно-навигационным и радиосвязным оборудованием, автопилотом, радиополукомпасом и другим передовым оборудованием, что выгодно отличало его от других серийных отечественных самолётов. Для улучшения лётных и эксплуатационных характеристик в конструкции АНТ-35 были использованы все последние достижения авиационной науки: капоты, опиравшиеся непосредственно на головки цилиндров моторов, масляный радиатор в носке крыла, щитки по всему размаху центроплана с гидравлическим управлением, неразрезной стабилизатор с работающей обшивкой, резиновые амортизаторы в местах крепления двигателей к крылу.
20 августа 1936 года экипаж под руководством М. М. Громова совершил первый полёт на самолёте. При нормальной полётной массе 6620 кг самолёт развил максимальную скорость 390 км/ч, став на тот период одним из самых скоростных пассажирских самолётов в мире.
Осенью 1936 года самолёт был показан на 15-й авиационной выставке в Париже и вызвал большой интерес авиационной общественности.
При запуске в серию было решено увеличить высоту салона на 15 см. Второй фюзеляж был изготовлен для нового самолёта АНТ-35бис, который предполагалось оснастить американскими двигателями Райт «Циклон» (Wright Cyclone) или их советскими лицензионными аналогами М-62ИР мощностью 820/1000 л. с. Строительство началось в марте 1937 года на опытном заводе № 156. Предполагалось, что самолёт станет головным для серии. Осенью 1937 года он, под названием ПС-35, был передан для освоения на завод № 22. В 1938—1939 годах на заводе было построено ещё девять машин. Вместе с двумя первыми экземплярами, общее число произведённых самолётов составило 11 штук.
До массовой серии дело не дошло, так как во второй половине 1930-х годов было налажено производство по лицензии самолётов Ли-2 с теми же двигателями, которые имели значительно большие грузоподъёмность, пассажировместимость и дальность полёта.
Некоторое время ПС-35 использовался на международных линиях Москва — Прага, Москва — Стокгольм, а также на внутрисоюзных линиях небольшой протяжённости (Москва — Львов, Москва — Одесса). В годы Великой Отечественной войны использовался в отдельных транспортных отрядах для переброски солдат, десантирования парашютистов в тыл врага, перевозки боеприпасов, топлива, продовольствия. Эксплуатировался до 1944 года.

## Конструкция
Свободнонесущий моноплан с низкорасположенный крылом и двумя двигателями.
- Крыло состоит из центроплана и двух отъёмных частей. Крыло двухлонжеронное. Обшивка крыла гладкие листы кольчугалюминия крепились к каркасу при помощи клёпки впотай. На заднем лонжероне располагались узлы навески элеронов и посадочных щитков. В крыльях размещались топливные баки — в центроплане два бака ёмкостью по 415 л, в отъёмных частях крыла — два бака по 470 л. и два маслобака по 95 л.
- Фюзеляж — полумонокок с нагруженной обшивкой. Поперечный силовой набор фюзеляжа — 45 шпангоутов и 8 бимсов. Продольный силовой набор — лонжероны, стрингера и оконные профили. Пассажирская кабина располагалась между 10 и 29 шпангоутами. Кабина была защищена тепло и звукоизоляцией, также было предусмотрено паровое отопление.
- Оперение - вертикальное оперение: киль и руль направления. Обшивка руля направления — гофрированный листовой кольчугалюминий. Горизонтальное оперение: стабилизатор и руль высоты. Стабилизатор не переставной.
- Шасси — двухстоечное с задний колесом. Основные шасси убирающиеся при помощи гидравлики с электрической сигнализацией уборки и выпуска. Колёса снабжены колодочными тормозами с пневматическим управлением. Хвостовое колесо самоориентирующееся, неубирающееся. В зимнее время возможна замена колёс на лыжи.
- Силовая установка — два двигателя М-62ИР мощностью по 1000 л. с. при взлёте и по 840 л. с. в полёте. Винты цельнометаллические с изменяемым шагом.

Самолёт был оборудован полным комплектом пилотажно-навигационного оборудования, что позволяло совершать полёты в сложных метеоусловиях.

## Тактико-технические характеристики
Источник данных: 

Технические характеристики
- Экипаж: 2 чел.
- Пассажировместимость: 10 чел.
- Длина: 15,4 м
- Размах крыла: 20,8 м
- Высота: 5,659 м
- Площадь крыла: 57,8 м²
- Нормальная взлётная масса: 7000 кг

Лётные характеристики
- Максимальная скорость: 372 км/ч на высоте 1560 м
- Крейсерская скорость: 346 км/ч на высоте 3600 м
- Практическая дальность: 920 км
- Практический потолок: 7200 м